# Angolatitan adamastor
L'angolatitan (Angolatitan adamastor) è un dinosauro erbivoro appartenente ai sauropodi. Visse nel Cretaceo superiore (Turoniano, circa 90 milioni di anni fa) e i suoi resti sono stati ritrovati in Africa. È stato il primo dinosauro ad essere descritto in Angola. 

## Descrizione
Questo dinosauro è conosciuto per gran parte dell'arto anteriore destro, comprendente la scapola, l'omero (lungo 110 centimetri), ulna e radio e tre metacarpali. L'esemplare non permette una ricostruzione dettagliata dell'animale, ma dal paragone con i resti fossili di altri dinosauri simili più conosciuti si suppone che Angolatitan fosse un grande dinosauro erbivoro con collo e coda lunghi, testa piccola e zampe colonnari. Le dimensioni dell'arto anteriore indicano che questo animale doveva essere lungo circa 15 metri.

## Classificazione
I resti di Angolatitan sono stati ritrovati nella formazione Itombe, un'unità che ha restituito numerose creature marine come pesci e mosasauri. La scoperta dell'esemplare è avvenuta nel 2005 ad opera di Octavio Mateus nei pressi di Iembe, Ambriz (provincia di Bengo) e la descrizione è stata fatta nel 2011. I resti di Angolatitan sono stati interpretati come appartenenti a un rappresentante basale dei titanosauriformi, un gruppo di sauropodi comprendenti il gigantesco Brachiosaurus e i più derivati titanosauri. Gli autori della prima descrizione ritennero che Angolatitan fosse più derivato (evoluto) di Brachiosaurus, ma meno rispetto ad altre forme come Euhelopus e i titanosauri veri e propri. Dal momento che sia Brachiosaurus che Euhelopus vissero molti milioni di anni prima di Angolatitan, quest'ultimo è considerato una sorta di "sopravvissuto" della sua epoca, a causa delle caratteristiche primitive nonostante fosse vissuto nel tardo Cretaceo. A tutti gli effetti, Angolatitan è l'unico rappresentante basale dei titanosauriformi presente nel Cretaceo superiore, ed è possibile che quella zona di Africa fosse un rifugio per forme relitte. 
Il nome Angolatitan significa "gigante dell'Angola", mentre l'epiteto specifico adamastor si riferisce ad Adamastore, un gigante marino mitologico dell'Atlantico meridionale, temuto dai navigatori portoghesi.

## Paleobiologia
La regione di Bengo, nel Turoniano, era coperta dal mare, ma si ritiene che la zona costiera nelle vicinanze fosse costituita da un deserto; ciò sarebbe provato dai sedimenti circostanti, che denotano la mancanza di produttività terrestre. Si suppone che Angolatitan fosse un sauropode adattatosi a vivere in climi aridi e desertici, una situazione simile a quella degli elefanti africani del deserto odierni. Analogamente, un altro sauropode descritto nel 2011 e proveniente dal Cile (Atacamatitan) è stato ritrovato in uno dei deserti più aridi e più antichi della Terra (il deserto di Atacama appunto); stranamente, i depositi in cui sono stati ritrovati i fossili sembrerebbero però di origine lacustre.